# Consoante alvéolo-palatal

Ponto de articulação de consoantes alveolo-palatal

Na fonética, as consoantes alvéolo-palatais (ou alveopalatais), às vezes sinônimas de consoantes pré-palatais, são intermediárias na articulação entre as consoantes coronal e dorsal, ou que possuem articulação alveolar e palatina simultâneas. No gráfico oficial do AFI, alvéolo-palatais apareceriam entre as consoantes retroflexas e palatais, mas por "falta de espaço". Ladefoged e Maddieson caracterizam os alvéolo-palatais como pós-alveolares palatalizados (palato-alveolares), articulados com a lâmina da língua atrás da crista alveolar e o corpo da língua levantado em direção ao palato, enquanto Esling os descreve como palatais avançados (pré-palatais), a parte anterior das consoantes dorsais, articulada com o corpo da língua se aproximando da crista alveolar. Essas descrições são essencialmente equivalentes, uma vez que o contato inclui a lâmina e o corpo (mas não a ponta) da língua. Eles são frontais o suficiente para que as fricativas e as africadas sejam sibilantes, as únicas sibilantes entre as consoantes dorsais. 

## Sibilantes
As sibilantes alvéolo-palatais são frequentemente usadas em variedades de chinês, como mandarim, hacá e wu, bem como em outras línguas do leste asiático como japonês e coreano, tibeto-birmanês como tibetano e birmanês, bem como línguas tai como tailandês, lao, xã e zhuang. As sibilantes alvéolo-palatais também são uma característica de muitas línguas eslavas, como polonês, russo e servo-croata, e de línguas do noroeste do Cáucaso, como abcaz e ubykh. As consoantes alvéolo-palatais incluídas no Alfabeto Fonético Internacional são:
| AFI | Nome e descrição                    | Exemplo      | Exemplo       | Exemplo   | Exemplo     |
| AFI | Nome e descrição                    | Língua       | Escrita       | AFI       | Significado |
| --- | ----------------------------------- | ------------ | ------------- | --------- | ----------- |
| ɕ   | Fricativa alvéolo-palatal surda     | Mandarim     | 小 (xiǎo)     | [ɕiɑu˨˩˦] | Pequeno     |
| ʑ   | Fricativa alvéolo-palatina expressa | Polonês      | zioło         | [ʑɔwɔ]    | Herva       |
| t͡ɕ  | Africada alvéolo-palatal surda      | Servo-Croata | kuća / кућа   | [kut͡ɕa]   | Casa        |
| d͡ʑ  | Africada alvéolo-palatal expressa   | Japonês      | 地震 (jishin) | [d͡ʑiɕĩɴ]  | Terremoto   |

As letras ⟨ɕ⟩ e ⟨ʑ⟩ são essencialmente equivalentes a ⟨ʃʲ⟩ e ⟨ʒʲ⟩. Eles são os homólogos sibilantes das fricativas pré-palatais [ç˖] e [ʝ˖].

## Oclusivas, nasais e líquidas
Os símbolos para oclusivas alvéolo-palatais (ȶ, ȡ), nasais (ȵ) e líquidos (ȴ) são algumas vezes usados em círculos sinológicos (às vezes também é visto um acento circunflexo), mas não são reconhecidos pelo AFI. Elas podem ser consoantes palatais simples ou palatalizadas, classificadas como alvéolo-palatais porque se padronizam com as sibilantes alvéolo-palatais da língua, e não porque são alvéolo-palatais na articulação.  
No AFI padrão, eles podem ser transcritos ⟨t̠ʲ d̠ʲ n̠ʲ l̠ʲ⟩ ou ⟨c̟ ɟ̟ ɲ̟ ʎ̟⟩. Uma transcrição alternativa para a parada alvéolo-palatal expressa e nasal é ⟨ɟ˖ ɲ˖⟩, mas é usada somente quando ⟨ɟ̟ ɲ̟⟩ não pode ser exibido corretamente. 
Por exemplo, o nasal do polonês representado com a letra ń é uma nasal alveolar laminal palatalizado e, portanto, frequentemente descrito como alvéolo-palatal em vez de palatal. As consoantes "palatais" das línguas indígenas australianas também estão frequentemente mais próximas das alvéolo-palatinas em sua articulação. 
| AFI-Extra | AFI   | Nome e descrição                  | Exemplo | Exemplo      | Exemplo    | Exemplo     |
| AFI-Extra | AFI   | Nome e descrição                  | Língua  | Escrita      | AFI        | Significado |
| --------- | ----- | --------------------------------- | ------- | ------------ | ---------- | ----------- |
| ȶ, t̂      | t̠ʲ, c̟ | Oclusiva alvéolo-palatal surda    | Coreano | 티끌 tikkeul | [t̠ʲʰiʔk͈ɯl] | Pó          |
| ȡ, d̂      | d̠ʲ, ɟ̟ | Oclusiva alvéolo-palatal expressa | Coreano | 반디 bandi   | [b̥ɐnd̠ʲi]   | Vaga-lume   |
| ȵ, n̂      | n̠ʲ, ɲ̟ | Nasal alveolo-palatal             | Nuosu   | ꑌ nyi       | [n̠ʲi˧]     | Sentar      |
| ȴ, l̂      | l̠ʲ, ʎ̟ | Lateral alveolo-palatal           | Catalão | ull          | [ˈul̠ʲ]     | Olho        |